# Montaña Sainte-Victoire (Cézanne)

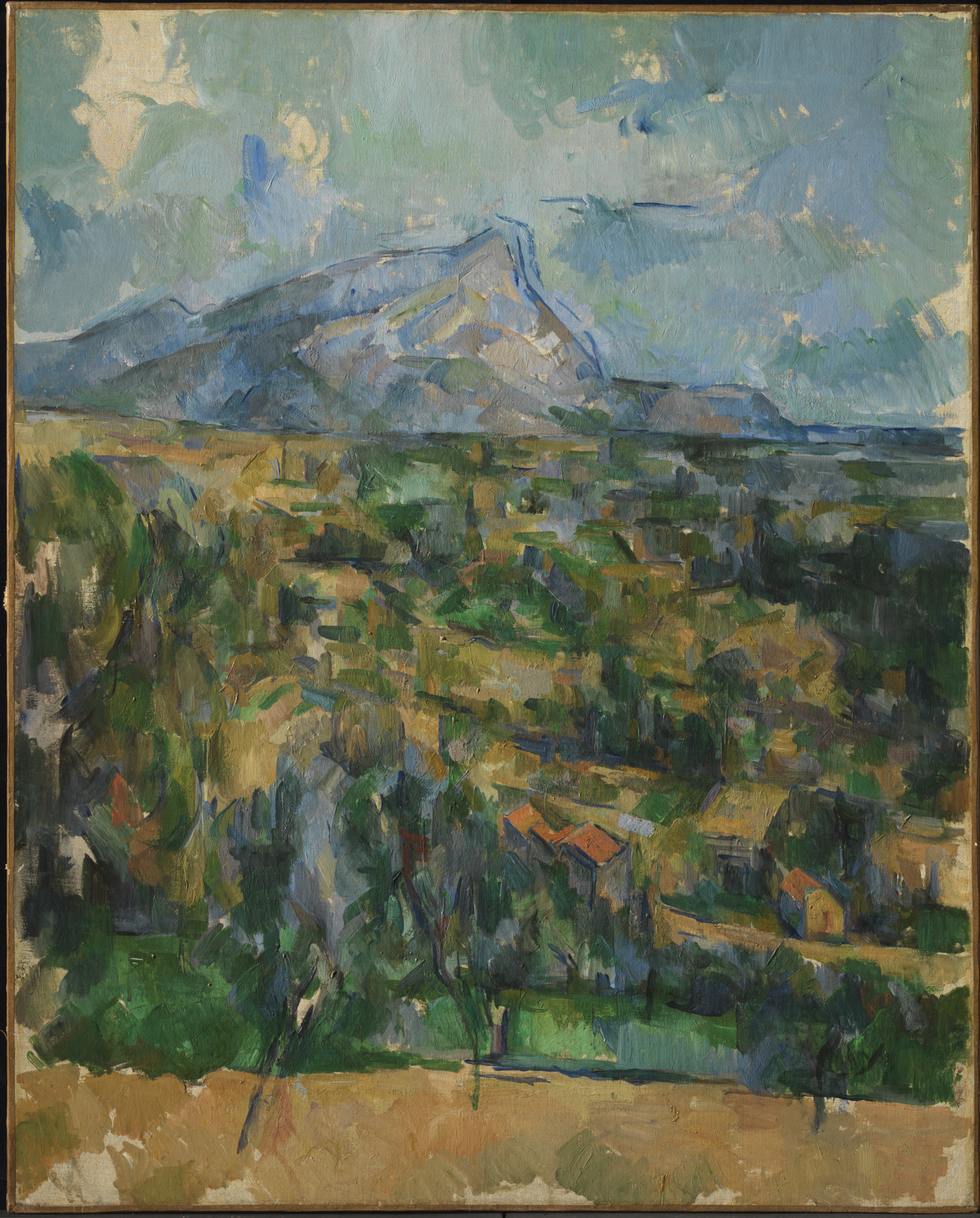
Montaña Sainte-Victoire, 1904-06, Museo de Arte de la Universidad de Princeton, única pintura vertical de la serie.

Montaña Sainte-Victoire es una serie de pinturas al óleo del artista francés Paul Cézanne.

## Descripción
La Montaña Sainte-Victoire es una montaña situada en el sur de Francia, en las proximidades de Aix-en-Provence. Fue objeto de una serie de pinturas de Cézanne.
En estas obras, Cézanne solía representar el puente sobre el valle del río Arc de la línea de ferrocarril entre Aix y Marsella.
Tan sólo medio año después de la apertura de la línea entre Aix y Marsella el 15 de octubre de 1877, en una carta a Émile Zola con fecha de 14 de abril de 1878, Cézanne alababa la montaña Sainte-Victoire, que observaba desde el tren. Poco después, comenzó a pintar la serie centrada en esta montaña.
Los cuadros pertenecen al postimpresionismo. Cézanne empleaba la geometría para representar la naturaleza, empleando diferentes colores para representar profundidad de los objetos.
En torno al autor y a su obra, el escritor austríaco Peter Handke escribió el ensayo Die Lehre der Sainte-Victoire, donde viaja a los lugares por los que estuvo Cezanne en torno a su Montaña. Handke en un momento dice "El centro del mundo no es acaso donde un gran artista realizó su obra, antes que otros sitios como Delfos".

## Galería

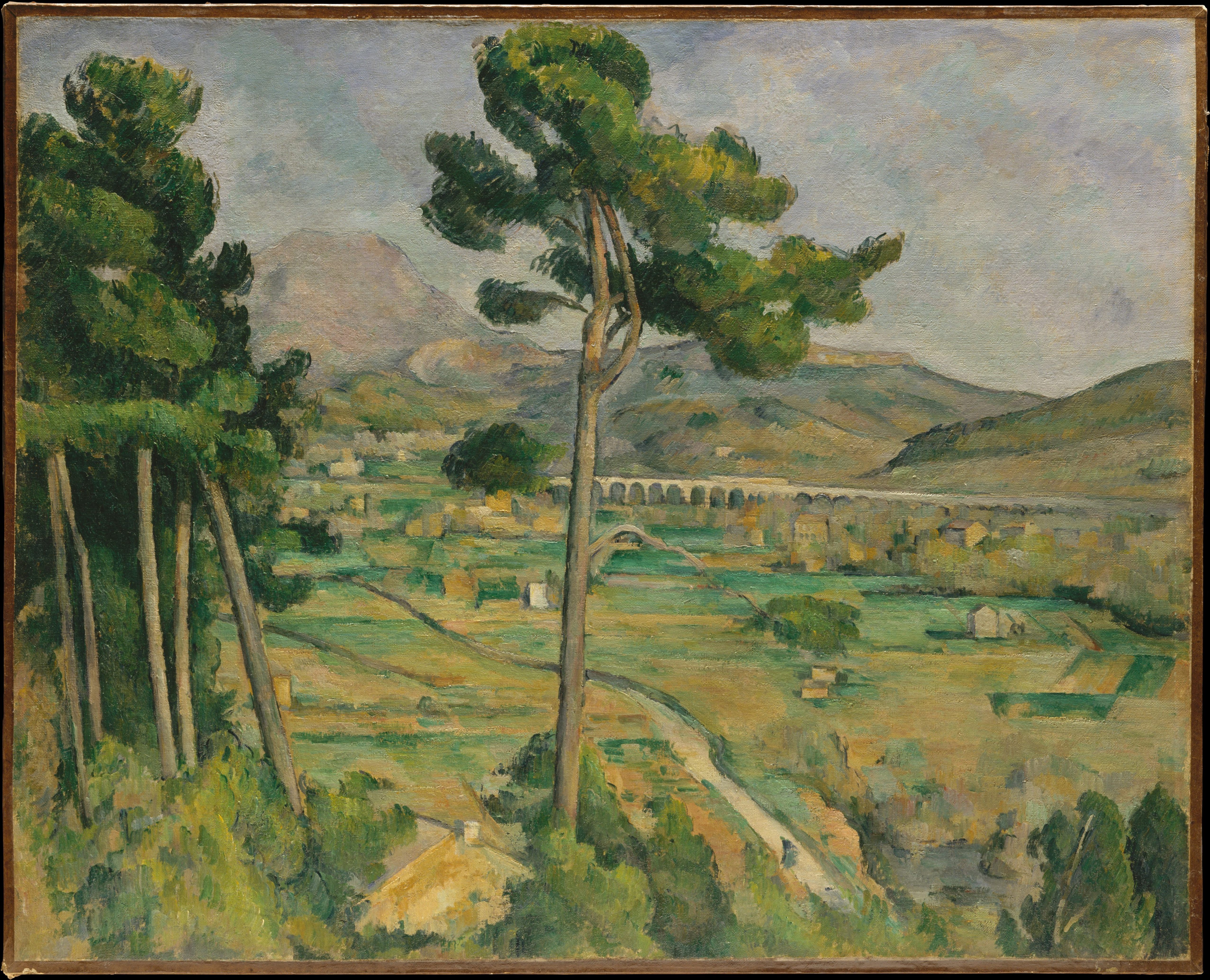
La montaña Sainte-Victoire y el viaducto del valle del río Arc (1885–1887), Metropolitan Museum of Art, Nueva York
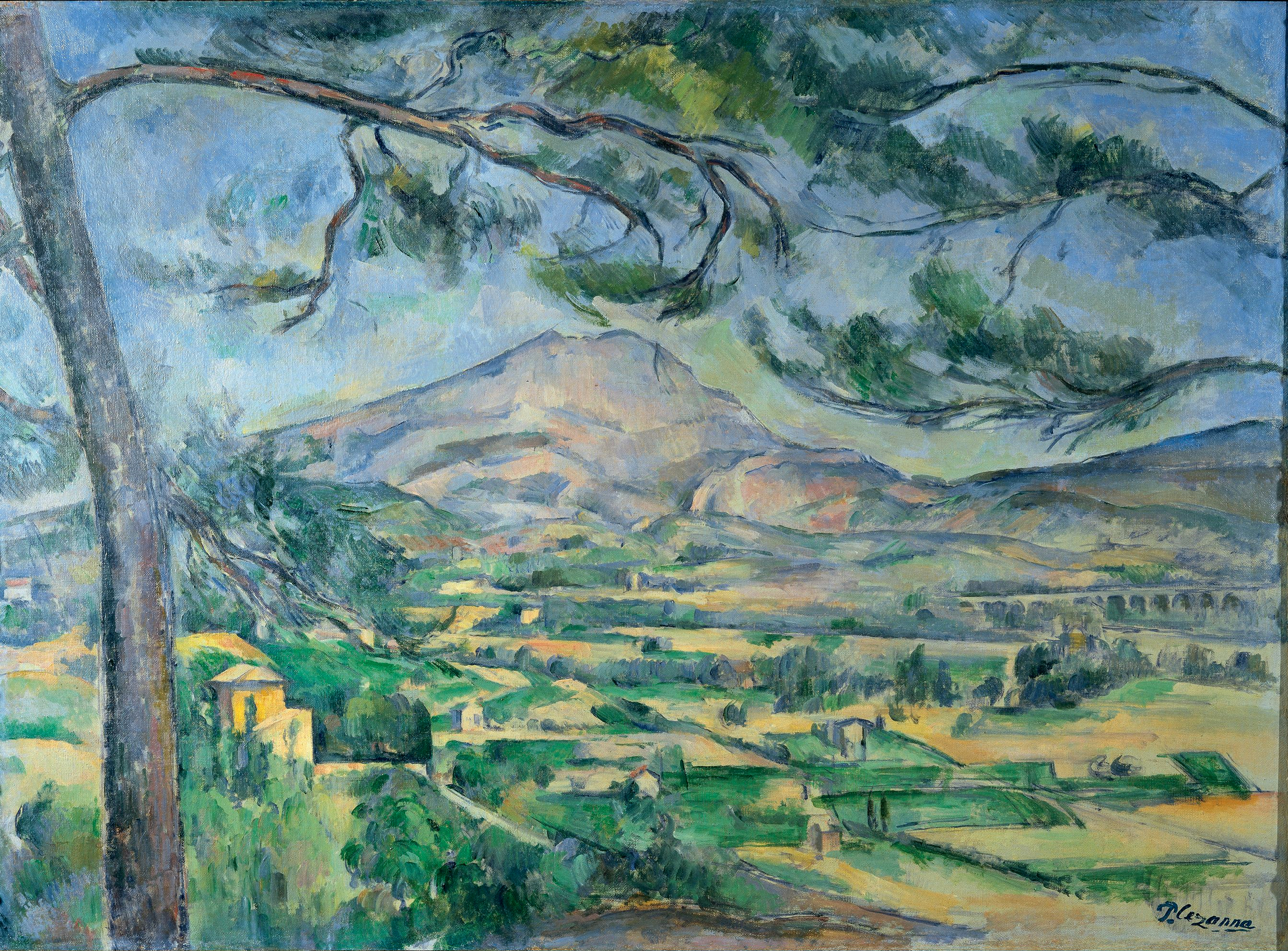
La montaña Sainte-Victoire con un gran pino  (c. 1887), Courtauld Institute of Art, Londres
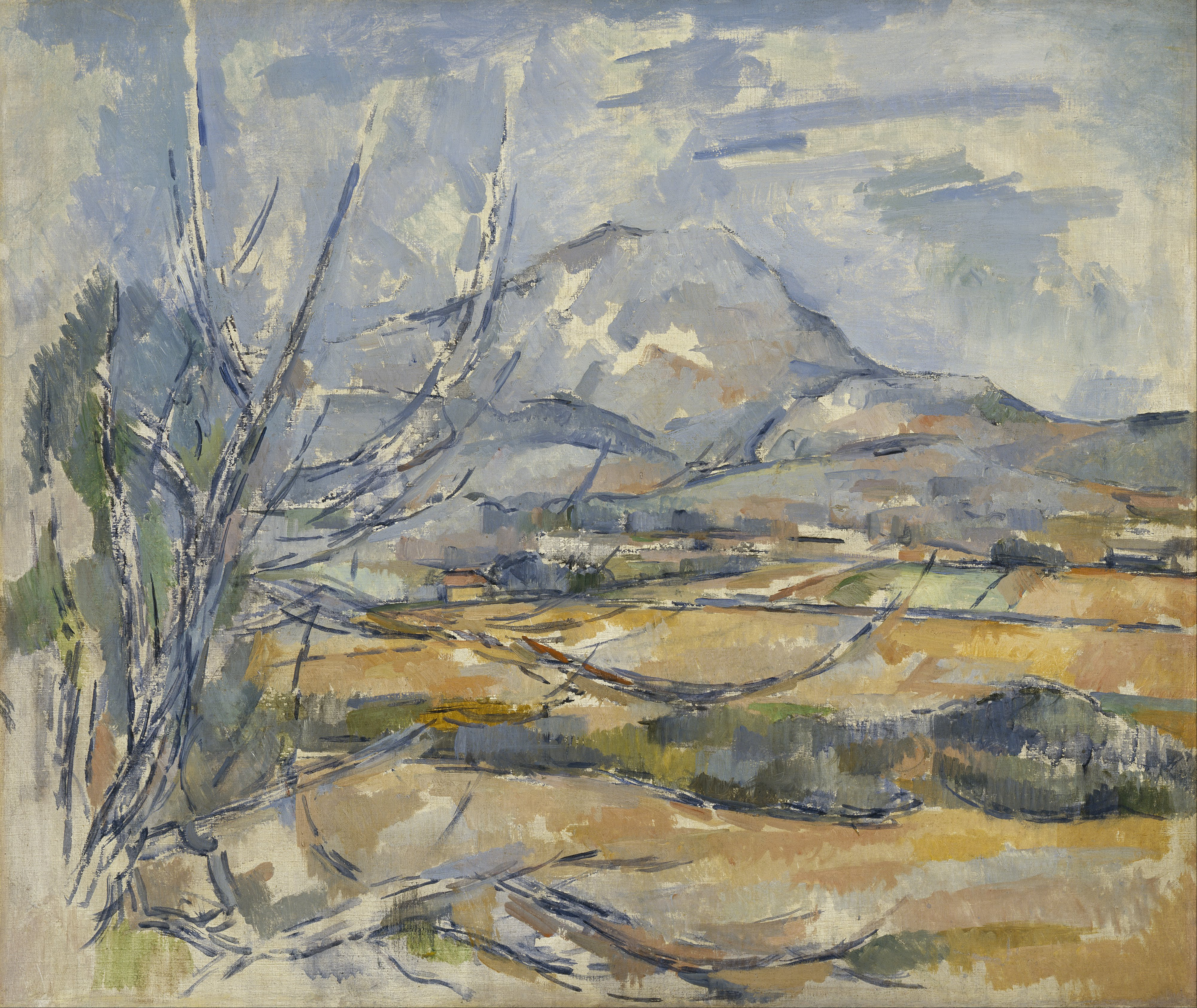
Montaña Sainte-Victoire, 1890, Galería Nacional de Escocia, Edimburgo
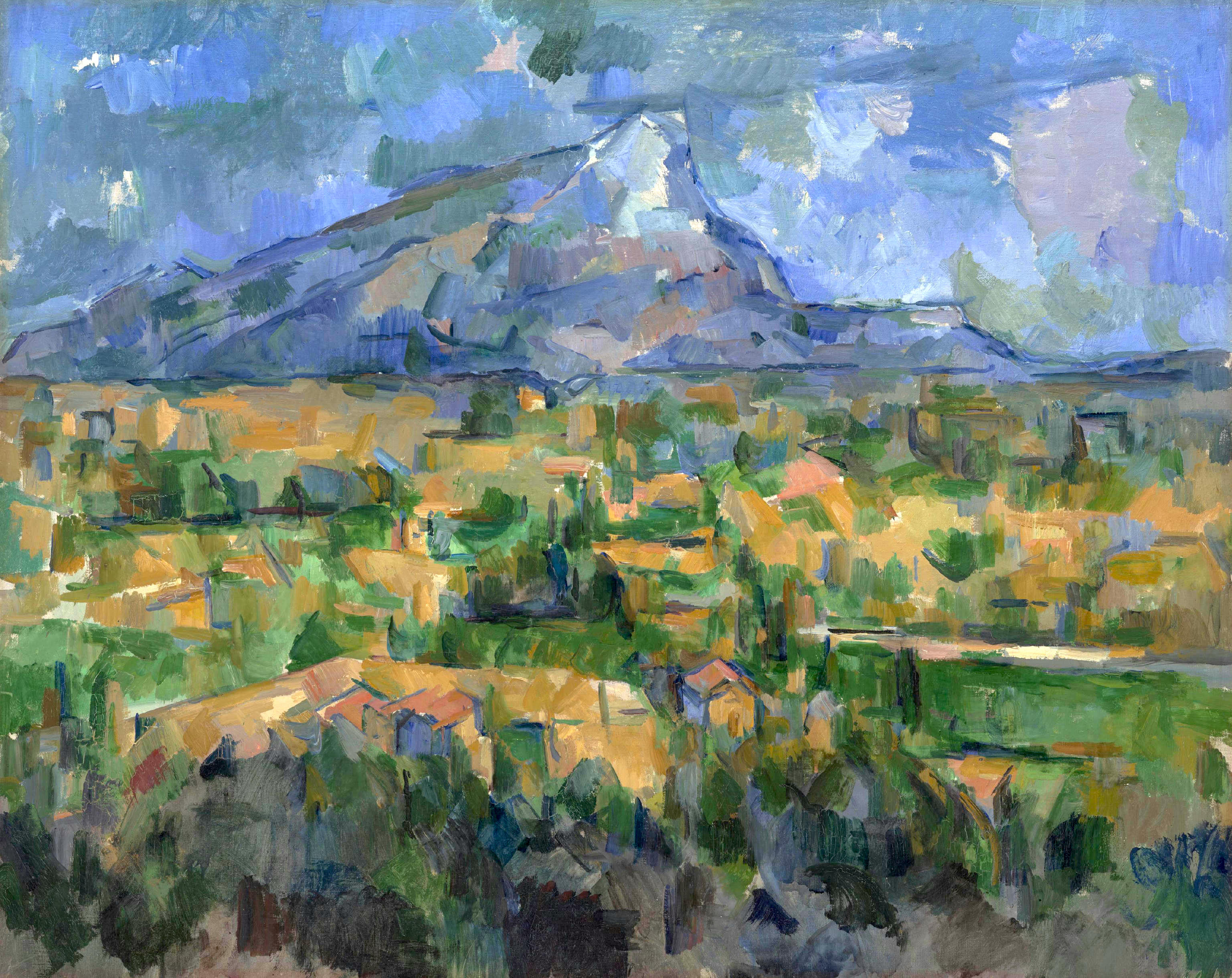
Montaña Sainte-Victoire, 1904, Museo de Arte de Filadelfia, Pensilvania
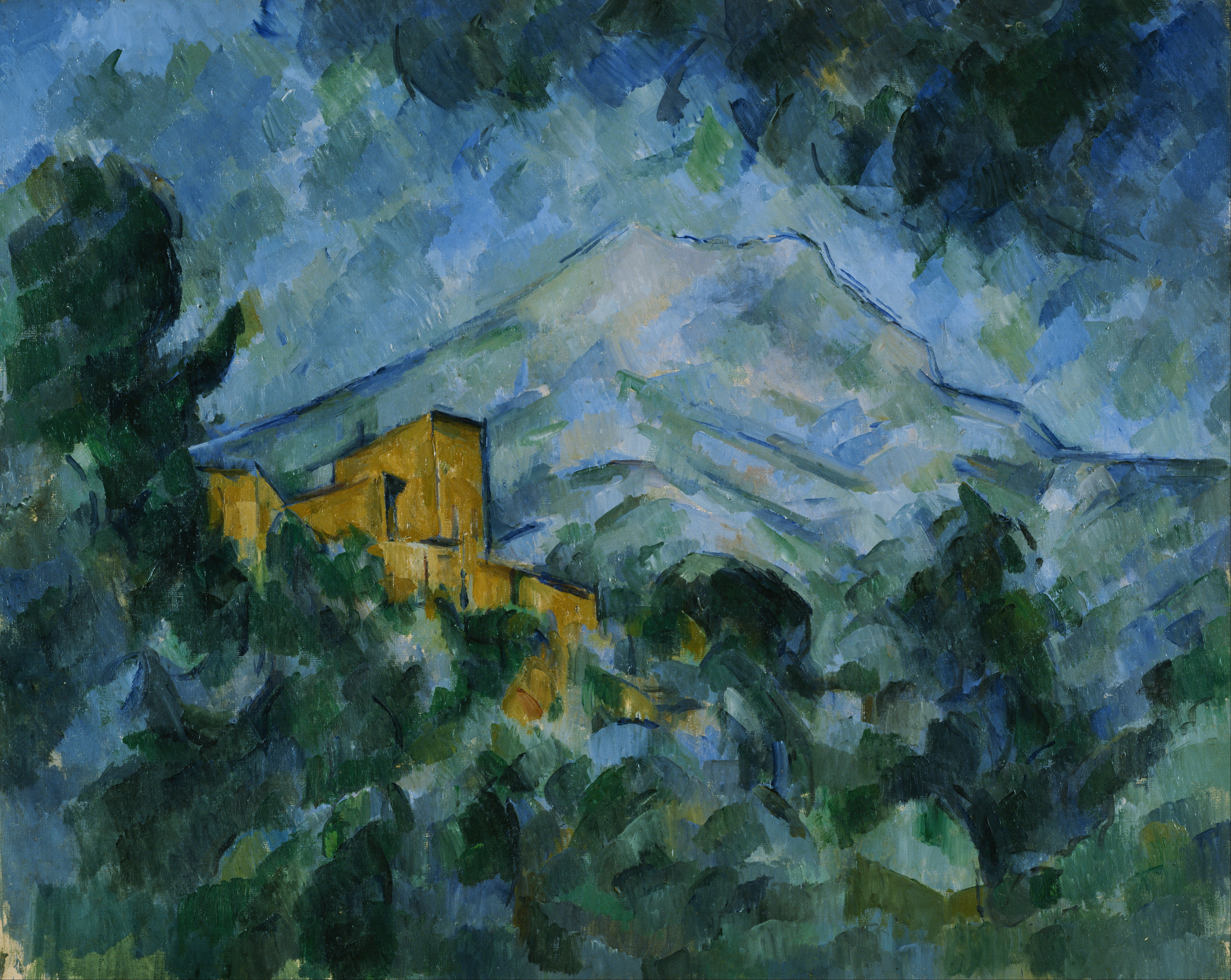
Montaña Sainte-Victoire y Château Noir, 1904–06, Museo de Arte Bridgestone, Tokio